# 蚌埠仁和集机场
蚌埠仁和集机场，位于中华人民共和国安徽省蚌埠市禹会区迎宾大道西侧，是一座空军二级永备机场。

## 历史
蚌埠机场始建于1926年，系中华民国国军遗留下来的土质机场，位于目前蚌山区、龙子湖区交界处。1928年改建为军用机场，1953年、1961年分别扩建为三级、二级军用机场。由于该机场处于蚌埠市区中部，严重制约了蚌埠市的城市建设和发展，也对部队的正常训练和飞行安全以及人民群众的生命财产安全带来潜在隐患，1989年全国人大七届二次会议上提出搬迁蚌埠机场的建议。1998年5月，新机场获准使用土地4030亩，并于同年12月开工建设。新建的军民合用机场位于距蚌埠市禹会区秦集镇仁和集。迁建的机场按军用二级和民用4C设计于2002年8月竣工验收后交付部队使用。

## 机场设施
飞行跑道共一条，长2600米、宽40米，机场飞行区等级为4C。